# Regimentul 1 Vânători (1916-1918)
Regimentul 1 Vânători a fost o unitate de nivel tactic, care s-a constituit la 14/27 august 1916, prin mobilizarea unităților și subunităților existente la pace aparținând de Batalionul 1 Vânători din armata permanentă, dislocat la pace în garnizoana Craiova. :p. 120 
Regimentul a făcut parte din organica Diviziei 1 Infanterie. La intrarea în război, Regimentul 1 Vânători a fost comandat de locotenent-colonelul Bucur Bădescu. Regimentul 1 Vânători a participat la acțiunile militare pe frontul românesc, pe toată perioada războiului, între 14/27 august 1916 - 28 ocotmbrie/11 noiembrie 1918.
Drapelul de luptă al regimentului a fost decorat cu cea mai înaltă distincție de război, Ordinul „Mihai Viteazul”, clasa III.
„Pentru vitejia și avântul ce au arătat atât ofițerii cât și trupa în luptele extrem de înverșunate ce acest brav regiment a dat pentru cucerirea muntelui Alion.”
Înalt Decret no. 17 din 10 ianuarie 1917:p. 157

## Participarea la operații

### Campania anului 1917
În campania anului 1917 Regimentul 1 Vânători a participat la acțiunile militare în dispozitivul de luptă al Diviziei 1 Infanterie, participând la Bătălia de la Mărăști  și A Treia Bătălie de la Oituz. În această campanie, regimentul a fost comandat de locotenent-colonelul Petre Cănciulescu.

### Campania anului 1918
În anul 1918 Regimentul 1 Vânători a făcut parte din Brigada 1 Vânători, din organica Diviziei 1 Vânători. :pp. 197-198

## Comandanți
- Locotenent-colonel Bucur Bădescu
- Locotenent-colonel Petre Cănciulescu

## Decorații
- Ordinul „Mihai Viteazul”, clasa III, 30 februarie 1917[4]:p. 157